# Rolls-Royce Eagle
Rolls-Royce Eagle byl vyvinut během první světové války u firmy Rolls-Royce Limited, jinak proslulé především jako výrobce automobilů. Šlo o první letecký motor firmou vyvinutý a vyráběný. 

## Vznik a vývoj
Vývoj započal roku 1915 na základě požadavku britské Admirality na letecký motor o výkonu kolem 250 hp (cca 186 kW), první prototyp se na zkušebně rozběhl už v únoru 1915. Firma při vývoji motoru vyšla ze zkušeností, které získala při konstrukci automobilových motorů 40/50 (ze známých vozů Silver Ghost), se kterými má Eagle shodné vrtání válce 4½ palce.
Motor se záhy začal vyrábět v poměrně značných počtech, rovněž seznam typů letadel které poháněl je celkem úctyhodný, mj. můžeme uvést typy Airco D.H.4, Curtiss H.12 Large America, Fairey F.17 Campania, Handley Page O/100, Handley Page O/400, Handley Page V/1500, Short 184D, Supermarine Atlantic, Supermarine Sea Eagle, Supermarine Wallaby, Vickers 12 Vernon I, světově proslulý typ Vickers F.B.27 Vimy IV (známý řadou dálkových přeletů, mj. i prvním non-stop přeletem Atlantiku), Vickers Vulcan (Type 61 a Type 63), či Vickers Viking IV.
Motory Eagle se vyráběly v letech 1915 až 1928, celkem bylo postaveno 4681 kusů, všechny byly vyrobeny továrnou v Derby. Nejrozšířenější verzí byl Eagle VIII, který byl vyroben v 3302 kusech (výroba běžela mezi lety 1917 až 1922).

## Sériově vyráběné verze
- Eagle I (Rolls-Royce 250 hp, Mk.I)
- Eagle II (Rolls-Royce 250 hp, Mk.II)
- Eagle III (Rolls-Royce 250 hp, Mk.III)
- Eagle IV (Rolls-Royce 250 hp, Mk.IV)
- Eagle V (Rolls-Royce 275 hp, Mk.I)
- Eagle VI (Rolls-Royce 275 hp, Mk.II)
- Eagle VII (Rolls-Royce 275 hp, Mk.III)
- Eagle VIII, 300 hp
- Eagle IX, 360 hp

## Použití
- Admiralty N.S.3 North Sea Airship
- Admiralty 23 Class Airship
- Airco D.H.4
- Airco D.H.9
- Airco D.H.10 Amiens
- Airco D.H.16
- ANEC III
- BAT F.K.26
- Blackburn Blackburd
- Curtiss H.12 Large America
- Curtiss-Wanamaker Triplane
- Dornier Do E I
- Dornier Wal
- Fairey III
- Fairey Campania
- Felixstowe F.2
- Felixstowe F.3
- Felixstowe F.4
- Felixstowe F.5
- Felixstowe Porte Baby
- Fokker B.II
- Grahame-White G.W.E.7
- Handasyde H.2
- Handley Page O/100
- Handley Page O/400
- Handley Page V/1500
- Handley Page Type W
- Hawker Horsley
- Martinsyde F.1
- Porte Fury
- Rohrbach Ro III
- Royal Aircraft Factory F.E.2
- Royal Aircraft Factory F.E.4
- Royal Aircraft Factory R.E.7
- Short Bomber
- Short Shirl
- Short Type 184
- Sopwith Atlantic
- Sopwith Wallaby
- Sopwith L.R.T. Triplane
- Supermarine Commercial Amphibian
- Supermarine Scarab
- Supermarine Sea Eagle
- Supermarine Swan
- Van Berkel W-B
- Vickers F.B.11
- Vickers F.B.14D
- Vickers Valparaiso
- Vickers Vernon
- Vickers Viking
- Vickers Vulcan
- Vickers Vulture
- Vickers Vimy
- Wight Converted Seaplane

## Technická data motoru Rolls-Royce Eagle IV (Rolls-Royce 250 hp, Mk.IV)
Typ: pístový letecký motor, čtyřdobý zážehový vodou chlazený vidlicový dvanáctiválec (bloky válců svírají úhel 60 stupňů), vybavený reduktorem
- Vrtání válce: 4,50 in (114,3 mm)
- Zdvih pístu: 6,50 in (165,1 mm)
- Zdvihový objem motoru: 1240 cu.in. (20,328 litru)
- Celková plocha pístů: 1231,3 cm²
- Rozvod ventilový, OHC
- Mazání: tlakové

- Převod reduktoru: 1,5625
- Kompresní poměr: 4,90
- Zapalování magnety Dixie
- Příprava směsi: dva dvojité karburátory Claudel-Hobson Duplex s průměrem difuseru 38 mm
- Délka motoru: 1844 mm
- Šířka motoru: 1082 mm
- Výška motoru: 1178 mm
- Hmotnost suchého motoru (tj. bez provozních náplní): 410,5 kg
- Výkony:
  - vzletový: 285 hp (212,5 kW) při 1800 ot/min
  - maximální: 286 hp (119,3 kW) při 1900 ot/min

## Technická data motoru Rolls-Royce Eagle VIII, 300 hp
Uvedeny pouze odlišnosti od verze Eagle IV
- Převod reduktoru: 1,667
- Kompresní poměr: 5,30
- Zapalování čtyřmi magnety Watford
- Příprava směsi: čtyři karburátory Rolls-Royce (Claudel-Hobson) s průměrem difuseru 42 mm
- Délka motoru: 1841,5 mm
- Šířka motoru: 1082 mm
- Výška motoru: 1130 mm
- Hmotnost suchého motoru: 435,4 kg
- Výkony:
  - vzletový: 360 hp (268,5 kW) při 1800 ot/min
  - maximální: 368 hp (274,4 kW) při 1900 ot/min